# John Nielsen
John Nielsen (ur. 7 lutego 1956 w Varde) – duński kierowca wyścigowy.

## Kariera
Nielsen rozpoczął karierę w międzynarodowych wyścigach samochodowych w 1975 roku od startów w Duńskiej Formule Ford 1600, gdzie zdobył mistrzowski tytuł. W późniejszych latach pojawiał się także w stawce Europejskiej Formuły 3, Szwedzkiej Formuły 3, Brytyjskiej Formuły 3 BRDC Vandervell, Brytyjskiej Formuły 3 BARC, Europejskiej Formuły Super Vee, Swedish Touring Car Championship, VW Castrol Europa Pokal, Europejskiej Formuły 2, Grand Prix Monako, Niemieckiej Formuły 3, Grand Prix Makau, European Touring Car Championship, Formuły 3000, Formuły 3000 Curaçao Grand Prix, FIA World Endurance Championship, World Sports-Prototype Championship, World Touring Car Championship, All Japan Sports Prototype Car Endurance Championship, IMSA Camel GTP Championship, 24-godzinnego wyścigu Le Mans, Sportscar World Championship, All Japan Sports Prototype Car Endurance Championship, Nordic Touring Car Championship, ADAC GT Cup, Global GT Championship, All-Japan GT Championship, FIA GT Championship, British GT Championship, American Le Mans Series, Danish Touringcar Championship, Sports Racing World Cup, FIA Sportscar Championship, DM Revanchen, 24h Nürburgring, Le Mans Endurance Series, Le Mans Series, Danish Historic Racing Championship, Legends Cup Denmark, Volkswagen Scirocco R-Cup, Auto-G Danish Thundersport Challenge oraz Auto-G Danish Thundersport Championship.
W Europejskiej Formule 2 Duńczyk wystartował w jednym wyścigu sezonu 1981 z niemiecką ekipą Weigel Renntechnik. Jednak nie zdołał zdobyć punktów.
W Formule 3000 Duńczyk startował w latach 1985–1986. W pierwszym sezonie startów w ciągu dziesięciu wyścigów, w których wystartował, pięciokrotnie stawał na podium, a raz na jego najwyższym stopniu. Uzbierane 34 punkty dały mu to czwarte miejsce w klasyfikacji generalnej. W tym samym roku wygrał rundę nie zaliczaną do klasyfikacji mistrzostw – Curaçao Grand Prix. Rok później Nielsen nie wygrywał wyścigów, jednak trzykrotnie stawał na podium. Dorobek siedemnastu punktów pozwolił mu zająć szóste miejsce w końcowej klasyfikacji kierowców.